# Gulfstream International Airlines
Gulfstream International Airlines – amerykańska linia lotnicza z siedzibą w Dania Beach, w stanie Floryda.

## Flota
Flota Gulfstream International Airlines.
- 23 Raytheon Beech 1900D Airliner